# Иванов, Антон Андреевич
Анто́н Андре́евич Ивано́в (1815—1848) — русский скульптор, ученик Самуила Гальберга, представитель петербургского академизма николаевской эпохи; мастер монументальной и станковой пластики. Академик Императорской Академии художеств (с 1846).

## Биография

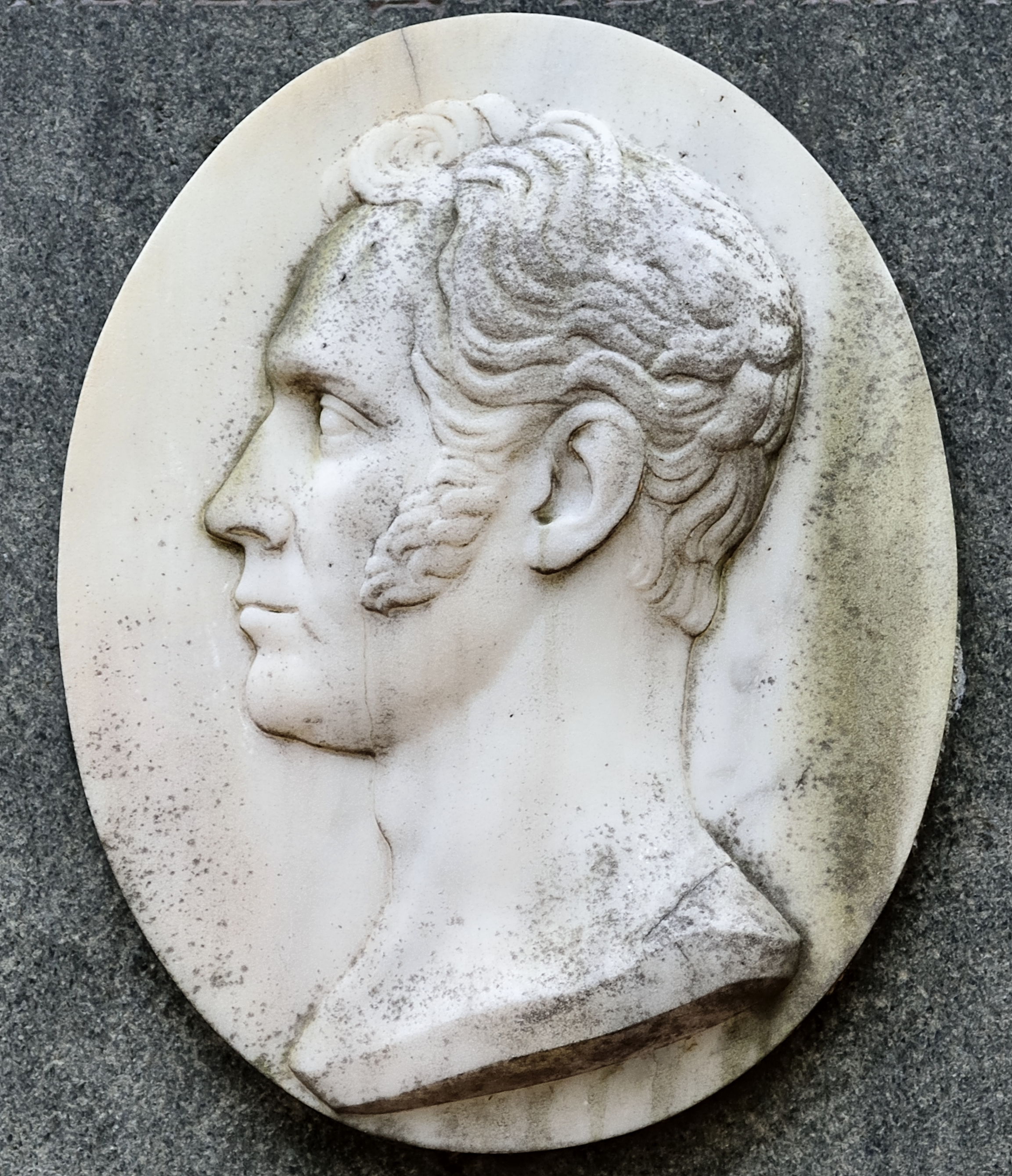
Барельеф на могиле Гнедича работы А. А. Иванова (ок. 1835)

Антон Иванов родился в 1815 году. Сын комиссионера 12-го класса, он был принят в Императорскую Академию художеств в 1824 году.
В 1831 году был назначен к профессору-портретисту Александру Варнеку, потом к профессору скульптуры Самуилу Гальбергу, под руководством которого и окончил свое художественное образование со званием художника 14-го класса.
Получил малую золотую медаль в 1835 году за барельеф «Святой Иоанн Креститель проповедует народу» и большую золотую медаль в 1839-м за статую «Юноша, играющий в городки» (обе работы находятся в академическом музее). В 1841 году отправился в Рим в качестве пенсионера академии. По возвращении в Санкт-Петербург в 1846 году получил звание академика.
Вскоре после этого был как один из лучших русских скульпторов того времени приглашён участвовать, вместе с Николаем Рамазановым и Александром Логановским, в украшении внешних стен московского храма Христа Спасителя горельефными изваяниями святых, но в самом разгаре работ по этому заказу умер в Петербурге от холеры в июле 1848 года. Был похоронен на Смоленском православном кладбище.

## Произведения
Из его произведений особого внимания заслуживают гипсовые барельефы «Христос исцеляет слепца» и «Исцеление бесноватого» в домовой церкви Академии художеств, статуя апостола Петра в церкви Шуваловского парка в Парголове, мраморный бюст президента Академии Российской А. С. Шишкова (находился в Императорской Академии наук) и в особенности две мраморные статуи — «Парис» и «Юноша Ломоносов на своей родине», — исполненные в Риме и приобретённые впоследствии Императорским Эрмитажем.